# سیارک ۴۸۱۱
سیارک ۴۸۱۱ (به انگلیسی: 4811 Semashko، نامگذاری:1973SO3) چهار هزار و هشتصد و یازدهمین سیارک کشف شده‌است که در ۲۵ سپتامبر ۱۹۷۳ کشف شد.
قدر مطلق سیارک برابر ۱۴٫۳۰ است.